# GTGE
Golden T Game Engine - GTGE é um motor de jogo (game engine) feito em Java criado por Paulus Tuerah (Paupau). 
GTGE permite o desenvolvimento de diversos tipos de jogos 2D, contando com suporte ao gerenciamento de imagens, áudio, manipulação de teclado, mouse etc. É uma API criada com o objetivo de ser poderosa e fácil de usar.
Após três anos sem uma atualização, o desenvolvedor da engine resolveu abrir o código do motor tornado-o um projeto 
open source.